# コガネグモ科
コガネグモ科（Araneidae）は、節足動物門鋏角亜門クモ綱クモ目に属するクモの一群である。クモ類の中で最も大きい分類群のひとつで、種類が多く、コガネグモ、オニグモなど、ごく身近なクモを数多く含むほか、多様な形や習性をもったものがいる。丸網を張るクモが所属する。

## 形態
体はあまり高く盛り上がるものは少ないが、厚みがあり、歩脚は太く、しっかりしている。眼は2列8眼で、両端の眼は中眼から大きく離れて頭部の両端に寄る。雄は雌よりはるかに小さいのが普通である。
腹部は前方が幅広いものが多く、三角形から野球のホームベースに近い形の、後ろにややとがった形のものが多い。また、腹部前の両側に肩のような突起を持つものも多い。しかし、これとは掛け離れた形のものも多々ある。ゴミグモ類は、縦長の腹部にさまざまな突起を持つ。ゲホウグモは腹部前方が前に迫り出し、その中央の突起が突き出して、天狗の顔に見える場合がある。オヒキグモの腹部は、その後端が細く伸びて先端に小さな突起がいくつかつく。この腹部は曲げることができる。トゲグモの腹部は、表面が固くキチン化しており、側面の前と後ろに1対、後方に1対、合計6本の刺がある。この仲間は熱帯に多くの種があり、日本の種では低い刺があるだけであるが、東南アジアなどではさまざまな形の刺や派手な色彩を持つ種が多い。

## 習性
造網性のクモで、垂直に丸網を張るのが基本であるが、さまざまな形で変わった網を張るものが含まれる。コガネグモはやや小型の丸網で、常に網の中央に止まる。オニグモ類は大きな丸網を張り、クモは網の隅に隠れている。また、夜間だけ網を張るものも多い。ドヨウオニグモやマルゴミグモは、水平丸網を張り、クモは網の上面に止まる。トリノフンダマシ類は、夜間に水平丸網を張るが、構成する糸が極端に少ない。ツキジグモ類やサカグチトリノフンダマシはその変型として、扇形の網を張る。
ゴミグモやハツリグモは、小型の丸網を張り、その中央に隠れ家としてゴミや枯れ葉をつるす。スズミグモはサラグモの張る皿網のような全形の網を張るが、よく見ると網面の糸は格子状に張られており、丸網の変形と考えられる。
さらに特殊なものとして、イセキグモ類はいわゆるナゲナワグモの習性を持つ。コオニグモモドキは網を張らず、足を広げて通りすがりの昆虫を抱えるようにして捕らえる。カナエグモは小型の造網性のクモを攻撃する。
雄は雌より小型で、成虫になると、網を張らずに雌の網を訪れる。雌の網を見つけると、枠糸に止まって、それぞれの種に独特の方法で糸を弾き、雌の機嫌を伺う。

## 分類

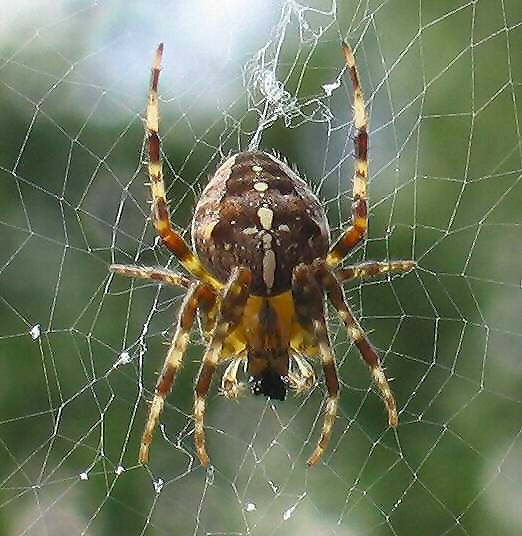
ニワオニグモ

世界で160属2600種が知られる。日本では120種ほどが知られる。
ただし分類はかなり変遷がある。古くはヒメグモ科、サラグモ科もこの科の下で亜科の位置に置かれ、その後独立の位置になった。コガネグモ科の学名としてもArgiopidaeを用い時期が結構長く、八木沼の図鑑の初期までは使われた。また、ジョロウグモ、ドヨウグモなどもこの科に含めたこともある。
現在では同じように円網、あるいはそれに類する網を作るジョロウグモ科、アシナガグモ科、ヨリメグモ科などと縁が近く、さらにサラグモ科やヒメグモ科などを含むコガネグモ上科が単系群であると推測されている。
非常に数が多いので、ごく目立つもののみをあげる。それ以外のものについては以下の記事を参照されたい。
- コガネグモ科の属・コガネグモ科の属種A・コガネグモ科の属種B-F・コガネグモ科の属種G-M・コガネグモ科の属種N-Z

オニグモ属　Araneus
オニグモ・ニワオニグモ・アカオニグモ・アオオニグモ・マメオニグモ 他
ヒメオニグモ属　Neoscona
ヤマシロオニグモ・イエオニグモ・ドヨウオニグモ・サツマノミダマシ 他
コオニグモモドキ属　Pronus
コオニグモモドキ
トリノフンダマシ属　Cyrtarachne
トリノフンダマシ・オオトリノフンダマシ 他
トゲグモ属　Gasteracantha
トゲグモ
チブサトゲグモ属 Thelacantha
チブサトゲグモ Thelacantha brevispina

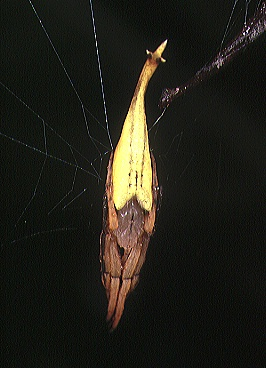
キオヒキグモ

イセキグモ属　Ordgarius
マメイタイセキグモ・ムツトゲイセキグモ
コガネグモ属　Argiope
コガネグモ・コガタコガネグモ・ナガコガネグモ 他
オヒキグモ属　Arachnura
キジロオヒキグモ
ハツリグモ属　Acusilas
ハツリグモ
スズミグモ属　Cytophora
スズミグモ・キヌアミグモ・ハラビロスズミグモ
ゲホウグモ属　Poltys
ゲホウグモ
ゴミグモ属　Cyclosa
ゴミグモ・ヨツデゴミグモ・マルゴミグモ・カラスゴミグモ 他
カナエグモ属　Chorizopes
ヤマトカナエグモ